# Câmpu Goblii
Câmpu Goblii – wieś w Rumunii, w okręgu Alba, w gminie Vințu de Jos. W 2011 roku liczyła 121 mieszkańców.